# Silvester of Everdon
Silvester of Everdon († März 1254) war ein englischer Geistlicher. Ab 1246 war er Bischof von Carlisle.

## Herkunft und Aufstieg im Dienst des Königs
Silvester of Everdon stammte aus dem Dorf Everdon in der Nähe von Daventry in Northamptonshire. Von seiner Familie ist nur bekannt, dass er mit der in Everdon bedeutenden Familie Thrupp (auch Thorp) verwandt war. Everdon wurde Geistlicher und 1219 als Vikar in Everdon eingesetzt. Vor 1229 war er jedoch als Schreiber in den Dienst des Kanzlers Ralph de Neville getreten. Sein Dienst in der königlichen Kanzlei wurde mit zahlreichen Pfründen belohnt. 1245 wurde er schließlich zum Archidiakon von Chester ernannt.

## Keeper of the Great Seal und Wahl zum Bischof
Als 1242 König Heinrich III. zum Feldzug nach Südwestfrankreich aufbrach, ließ er das Großsiegel mitführen. Ersatzweise führte Everdon während dieser Zeit das Siegel des Exchequer. Vorübergehend diente Everdon 1244 und 1246 auch als Keeper of the Great Seal, doch wurde er nie offiziell zum königlichen Kanzler ernannt. Ab dieser Zeit gehörte Everdon zum engeren Haushalt des Königs, der ihm beispielsweise 1243 mit Gewändern beschenkte. Dabei blieb Everdon persönlich ein frommer Geistlicher, der offenbar 1235 eine Wallfahrt nach Santiago de Compostela unternommen hatte. Als er 1246 zum Bischof der Diözese Carlisle gewählt wurde, wollte er diese Wahl zunächst nicht annehmen, da er es ablehnte, als Lohn für seine Dienste für den König ein hohes geistliches Amt zu erhalten. Offenbar überzeugte schließlich der König selbst Everdon, das Amt anzunehmen. Heinrich III. schenkte ihm auch liturgische Gewänder und übergab ihm am 8. Dezember 1246 die Temporalien der Diözese. Everdon verzichtete nun auf seine bisherigen Pfründen und wurde schließlich am 13. Oktober 1247 zum Bischof geweiht.

## Bischof von Carlisle
Als Bischof verließ Everdon den Königshof und kümmerte sich gewissenhaft um die Verwaltung seiner nordenglischen Diözese. Erfolgreich schlichtete er mehrere Streitfälle in Carlisle, vor allem 1249 den langwierigen Streit mit seinem Kathedralkapitel über die Verteilung der Güter der Diözese zwischen dem Bischof und den Kanonikern. Everdon kümmerte sich dazu darum, dass die Pfarrvikare angemessene Einkünfte erhielten. Von 1251 bis 1252 war er als reisender Richter im Dienst des Königs in Yorkshire, Nottinghamshire, Derbyshire, Warwickshire und Leicestershire unterwegs. Offenbar diente er dabei aber eher als Symbolfigur, denn er nahm nicht selbst an allen Verhandlungen teil und durfte alleine keine Urteile fällen, sondern nur zusammen mit anderen erfahreneren Richtern. Im Mai 1253 nahm er am Parlament in Westminster teil. Dabei gehörte er einer Delegation der englischen Bischöfe an, die Heinrich III. baten, die Privilegien der Kirche, besonders das Recht der freien Bischofswahl, zu achten. Daraufhin verspottete der König die Bischöfe, da die Angehörigen der Delegation selbst nur dank der Gunst des Königs ihr Amt erhalten hätten, und besonders Everdon sei zuvor nur der niedrigste seiner Beamten gewesen. Trotz dieses Vorfalls verlor Everdon nicht die Gunst des Königs. Als er im März 1254 erneut unterwegs zum Königshof war, hatte er bei Northampton einen Reitunfall, an dessen Folgen er wenige Tage später starb.